# تئاتر حاشیه

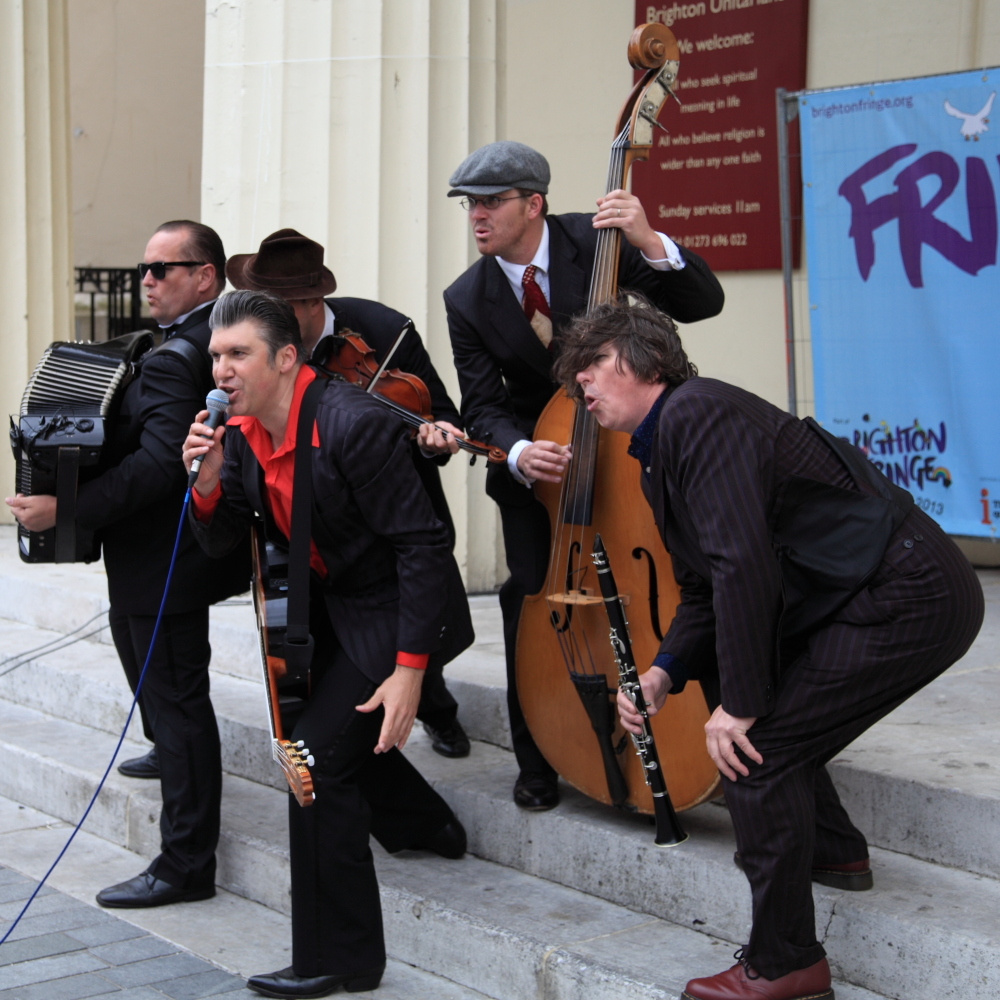
اجراکنندگان تئاتر خیابانی در جشنواره تئاتر مستقل برایتون، سال ۲۰۱۳.

تئاتر حاشیه (انگلیسی: Fringe theatre) یا «تئاتر مستقل» نوعی از تئاتر است که معمولاً در خارج از نهادها و موسسات اصلی تئاتر تولید می‌شود و اغلب در مقیاس کوچک و با سبکی غیر سنتی یا موضوعی متفاوت از جریان اصلی تئاتر اجرا می‌شود.
برای مثال می‌توان به این موارد اشاره کرد:
- تئاتر تجربی: نمایشنامه‌هایی با سبک و سیاق جدید و نوآورانه
- تئاتر تک‌نفره: نمایش‌هایی که توسط یک بازیگر اجرا می‌شوند
- تئاتر خیابانی: نمایش‌هایی که در فضای باز و برای عموم اجرا می‌شوند
- تئاتر مشارکتی: نمایش‌هایی که تماشاگران در آن نقش دارند

اصطلاح Fringe theatre از جشنواره تئاتر مستقل ادینبورگ (ادینبرو فرینج) گرفته شده است. این جشنواره یکی از بزرگ‌ترین جشنواره‌های هنری جهان است که هر ساله در شهر ادینبورگ اسکاتلند برگزار می‌شود و تعداد زیادی از نمایش‌های تئاتر حاشیه در آن اجرا می‌شود.

## تاریخچه
در سال ۱۹۴۷، هشت گروه تئاتری در جشنواره بین‌المللی ادینبرو حاضر شدند، به امید اینکه در این گردهمایی بزرگ دیده شوند. در سال ۱۹۴۸، رابرت کمپ، روزنامه‌نگار و نمایشنامه‌نویس اسکاتلندی، این وضعیت را اینگونه توصیف کرد: "در حاشیه جشنواره رسمی درام، به نظر می‌رسد که شرکت‌های خصوصی بیشتری نسبت به قبل وجود دارند … می‌ترسم که برخی از ما در طول شب‌ها در خانه نباشیم!". جشنواره ادینبرو فرینج در سال ۱۹۴۷ با نام "Festival Adjuncts" تأسیس شد.
جنبش فرینج در بریتانیا از دهه ۱۹۶۰ آغاز شد، مشابه تئاترهای Off-Off-Broadway ایالات متحده و گروه‌های "تئاتر آزاد" اروپا. این اصطلاح در اواخر دهه ۱۹۵۰ رایج شد و نمایش "Beyond the Fringe" در سال ۱۹۶۰ در ادینبورگ به نمایش درآمد و سپس به تئاتر برادوی و تئاتر وست اند منتقل شد. یکی از نوآوران اولیه تئاتر فرینج، یک کتابفروش آمریکایی به نام جیمز هینیز بود که در سال ۱۹۶۳، Traverse Theatre را در ادینبورگ ایجاد کرد. همچنین در این دوره، کلوپ تئاتر تجربی لا ماما، تئاتر ۱۳ ردیف یرژی گروتوفسکی و تئاتر استودیویی Józef Szajna در ورشو قابل توجه هستند.
Adelaide Fringe در آدلاید، استرالیای جنوبی، که اکنون دومین جشنواره بزرگ هنری سالانه جهان (پس از جشنواره فرینج ادینبورگ) است، در سال ۱۹۶۰ به عنوان یک بخش الحاقی به جشنواره اصلی جشنواره هنر آدلایدs آغاز شد.
هاینس، در زمان هدایت Traverse، از حمایت دولتی برخوردار بود و حتی در سال ۱۹۶۹ یک سالن تئاتر جدید دریافت کرد. در همان سال، او Arts Lab را در لندن ایجاد کرد، اما این مرکز تنها دو سال دوام آورد. پیتر بروک به همراه یک آمریکایی دیگر به نام چارلز ماروویتز،  Open Space Theatre را در خیابان تاتنهام کورت لندن در سال ۱۹۶۸ افتتاح کردند. نویسندگان جوان بریتانیایی، پس از مه ۶۸، نمایشنامه‌های agitprop نوشتند، از جمله دیوید هر، هاورد برنتون و دیوید ادگار.
در همین حال، در ایالات متحده، به دلیل اعتراض سیاسی به جنگ ویتنام، تئاتر تجربی در حال رشد بود. The Living Theatre که توسط جولیان بک تأسیس شد، به عنوان رهبر جنبش «قدرت گل» و «هیپی» شناخته می‌شود.
در اوایل دهه ۱۹۷۰، بسیاری از تئاترهای فرینج شروع به دریافت یارانه‌های اندک کردند. پس از 1973–74 stock market crash، بسیاری از شرکت‌های فرینج مجبور به تعطیلی شدند. نمایشنامه‌نویسان جدید در Bush Theatre و King's Head Theatre فعالیت کردند که هر دو از این بحران جان سالم به در بردند. ۷:۸۴ و Red Ladder Theatre Company از جمله گروه‌های فرینج سیار باقی مانده بودند.
تئاترهای فرینج به دلیل جسارتشان برای مردم در دهه ۱۹۶۰ جذاب بودند، اما در دهه ۱۹۷۰ با افزایش استانداردهای تولید، کمتر وحشی شدند.
در سال ۱۹۸۲، اولین جشنواره فرینج در آمریکای شمالی در ادمونتون، آلبرتا آغاز شد. در آن زمان، این یک بخش تئاتری از جشنواره بزرگ‌تر سامرفِست بود، اما به یک رویداد مستقل تبدیل شد: جشنواره بین‌المللی تئاتر مستقل ادمونتون، یکی از بزرگ‌ترین رویدادهای هنری سالانه در کانادا و همچنان بزرگ‌ترین فرینج در آمریکای شمالی از نظر تعداد شرکت‌کنندگان. قدیمی‌ترین جشنواره فرینج در ایالات متحده در اورلاندو (فلوریدا)، در سال ۱۹۹۲ تأسیس شد. جشنواره‌های فرینج بیشتری در آمریکای شمالی نسبت به هر قاره دیگری وجود دارد.

## شیوه سازماندهی
جشنواره‌های تئاتر مستقل با جشنواره‌های هنری معمولی در نحوه انتخاب شرکت‌کنندگان متفاوت هستند. در جشنواره‌های هنری معمولاً یک هیئت داوران آثار را بررسی و انتخاب می‌کند، اما در بسیاری از جشنواره‌های فرینج، شرکت‌کنندگان بدون داوری و به صورت آزاد انتخاب می‌شوند. البته استثناهایی هم وجود دارد و برخی جشنواره‌های فرینج از هیئت داوران برای انتخاب آثار استفاده می‌کنند.
در جشنواره‌های فرینج، همه اجراکنندگان، چه حرفه‌ای و چه آماتور، می‌توانند شرکت کنند و هیچ محدودیتی در موضوع و سبک اجرا وجود ندارد. البته برخی جشنواره‌ها بخش ویژه‌ای برای کودکان دارند که در آن محدودیت‌هایی برای محتوا اعمال می‌شود. گاهی تعداد متقاضیان شرکت در جشنواره‌ها بیشتر از ظرفیت آن‌هاست و در این موارد، شرکت‌کنندگان بر اساس ترتیب ثبت‌نام یا قرعه‌کشی انتخاب می‌شوند.
تعداد اجراها در جشنواره‌های مختلف فرینج متفاوت است. جشنواره‌های بزرگ ممکن است هزاران اجرا داشته باشند. در این جشنواره‌ها، یک گروه برگزارکننده مسئولیت‌هایی مانند بلیت‌فروشی، برنامه‌ریزی و تبلیغات را بر عهده دارد. هر گروه نمایشی مبلغی را به این گروه پرداخت می‌کند که شامل هزینه اجاره محل اجرا و خدمات دیگر می‌شود. گروه برگزارکننده و/یا مکان‌های برگزاری معمولاً از تعداد زیادی داوطلب برای انجام کارها کمک می‌گیرند.
قیمت بلیط در جشنواره‌های مختلف متفاوت است. در جشنواره‌های تئاتر مستقل بریتانیا، گروه‌ها می‌توانند قیمت بلیط خود را تعیین کنند و برخی بلیط‌ها را به صورت تک یا چندتایی با قیمت ثابت می‌فروشند.
اگرچه معمولاً گروه برگزارکننده برنده‌ای را برای جشنواره انتخاب نمی‌کند، اما سازمان‌های دیگر ممکن است آثار را داوری کنند و به آن‌ها جایزه بدهند. نمایش‌ها ممکن است در روزنامه‌ها یا نشریات مخصوص جشنواره نقد شوند و جوایزی از سوی برخی سازمان‌ها به آن‌ها اهدا شود. جوایز یا نقدهای مثبت می‌توانند باعث افزایش فروش بلیط و تمدید اجراها شوند.

## ویژگی‌های مشترک
نمایش‌های جشنواره‌های مستقل ویژگی‌های مشترکی دارند که ناشی از محدودیت‌ها و فرصت‌های این نوع جشنواره‌هاست:
- نداشتن هیئت داوران: در این جشنواره‌ها نمایش‌ها داوری نمی‌شوند و همه می‌توانند در آن شرکت کنند. در برخی جشنواره‌های پرطرفدار، ممکن است از روش قرعه‌کشی برای انتخاب نمایش‌ها استفاده شود.
- سادگی فنی: نمایش‌ها معمولاً ساده و کم‌خرج هستند. آن‌ها در مکان‌های مشترک با تجهیزات محدود اجرا می‌شوند و زمان کمی برای آماده‌سازی دارند؛ بنابراین دکورها و سایر عناصر فنی ساده و ابتدایی هستند. گاهی از فضاهای غیرمعمول مانند کافه‌ها یا گالری‌ها برای اجرا استفاده می‌شود.
- تعداد کم بازیگران: به دلیل هزینه‌های سفر و محدودیت فضا و درآمد، نمایش‌های فرینج معمولاً تعداد بازیگران کمی دارند. نمایش‌های تک‌نفره در این جشنواره‌ها بسیار رایج است.
- متن‌های جدید و جسورانه: نمایش‌های فرینج اغلب متن‌های جدید و موضوعات کمتر شناخته شده، جسورانه یا غیرمعمول را به نمایش می‌گذارند. نبود محدودیت‌های هنری و سهولت ورود به این جشنواره‌ها، باعث می‌شود هنرمندان بیشتر به سمت تجربه‌های جدید و ریسک‌پذیر بروند.
- زمان کوتاه اجرا: نمایش‌های حاشیه معمولاً یک پرده‌ای و حدود یک ساعت هستند، در حالی که نمایش‌های تئاتر اصلی ممکن است دو یا سه پرده و چند ساعت طول بکشند. بلیط‌های ارزان‌تر این نمایش‌ها به تماشاگران اجازه می‌دهد در یک شب چندین نمایش را ببینند.
- اقامت در خانه‌های محلی: برای کاهش هزینه‌ها، برخی از اجراکنندگان در خانه‌های مردم محلی اقامت می‌کنند.